# Mionorus bombonensis
Mionorus bombonensis és una espècie de peix pertanyent a la família dels apogònids i l'única del gènere Mionorus.

## Descripció
- Pot arribar a fer 9,5 cm de llargària màxima.[3][4]

## Hàbitat
És un peix d'aigua dolça, demersal i de clima tropical.

## Distribució geogràfica
Es troba a Àsia: les illes Filipines.

## Observacions
És inofensiu per als humans.